# Stutzheim-Offenheim
Stutzheim-Offenheim település Franciaországban, Bas-Rhin megyében. Lakosainak száma 1628 fő (2022. január 1.). Stutzheim-Offenheim Wiwersheim, Dingsheim, Griesheim-sur-Souffel, Hurtigheim, Ittenheim, Pfulgriesheim és Truchtersheim községekkel határos.

## Népesség
A település népessége az elmúlt években az alábbi módon változott:
| Lakosok száma | 1415 | 1388 | 1401 | 1455 | 1524 | 1593 | 1662 | 1647 | 1628 |
|               | 2013 | 2015 | 2016 | 2017 | 2018 | 2019 | 2020 | 2021 | 2022 |